# Międzynarodowa Komisja Nadzoru i Kontroli
Międzynarodowa Komisja Nadzoru i Kontroli w Indochinach (ang. International Commission for Supervision and Control Indochina, ICSC, w jęz. ang. określana też jako The International Control Commission – Międzynarodowa Komisja Kontroli) – międzynarodowy organ kontroli powołany na mocy zawartych w Genewie w 1954 porozumień (podpisanych układów i złożonych deklaracji, łącznie 12 dokumentów), kończących negocjacje w sprawie przyszłości Indochin.
Komisja, składająca się z delegacji Indii, Kanady i Polski, prowadziła prace w latach 1954–1975 w Wietnamie, Kambodży i Laosie. W roku 1965 władze Wietnamu Płd. kazały opuścić swoje terytorium przedstawicielom Indii.
Centrala MKNiK miała siedzibę początkowo w Hanoi, po czym przeniesiono ją do Sajgonu. Filie działały w Hanoi, Wientianie i Phnom Penh, zespoły kontrolne, w miarę upływu czasu likwidowane, w latach sześćdziesiątych znajdowały się w Hanoi, Hajfongu, Đồng Đăng, Lào Cai, Vinh, Đồng Hới (w Wietnamie Płn.) oraz w Sajgonie, Vũng Tàu, Nha Trang, Quy Nhơn, Đà Nẵng (w Wietnamie Płd.). 
Służbę pełniło m.in. 1948 Polaków, w tym 1391 żołnierzy zawodowych.